# Circuito callejero de Hyderabad
El Circuito callejero de Hyderabad es un circuito de carreras de motor en India, ubicado a 2.83 km (1,76 millas) en la calles de Hyderabad. La pista se ubica en el Complejo de la Secretaría y sus alrededores y pasa por el Parque Lumbini, situado a orillas del lago Hussain Sagar. El e-Prix de Hyderabad se realiza como parte del Campeonato Mundial 2022-23 de Fórmula E y es la primera carrera de Fórmula E que se celebró en el país.

## Historia
Hyderabad fue una de varias ciudades indias que presentaron una oferta para albergar una ronda de la Fórmula E, aunque solo se consideró seriamente después de que la pandemia de COVID-19 detuviera las conversaciones entre la FIA y los anfitriones propuestos en Delhi y Mumbai. El 17 de enero de 2022, el Gobierno de Telangana firmó una "carta de intención" con la Fórmula E para organizar el E-Prix de Hyderabad, con un debut previsto como ronda de la temporada 2022/23, hacia el comienzo de la temporada. El e-Prix de Hyderabad se incluyó posteriormente en el primer calendario provisional para 2022/23 como la cuarta ronda de la temporada, con una fecha inicial de 11 de febrero de 2023.

## Trazado
La posición de partida de la pista de carreras está frente al NTR Garden, desde donde pasar por NTR Marg y la carretera IMAX antes de regresar al punto de partida en un bucle. La pista tiene 11 metros de ancho en promedio. Para los equipos competidores, se construyeron doce boxes FIA cerca de la curva IMAX.